# Palu (Indonézia)
Palu város Celebesz szigetén, Indonéziában. Közép-Celebesz tartomány fővárosa, népessége megközelítőleg 280 000 fő. A város a Palu folyó partján fekszik, tenger és hegyek övezik, ennek köszönhető meglehetősen száraz klímája van.

## Események
2005. január 24-én a Richter-skála szerinti 6,2-es földrengés rázta meg Palut, melynek következtében 177 épület semmisült meg és egy ember vesztette életét. A város lakói egy esetleges szökőártól tartva a környező hegyekbe menekültek.
2005. december 31-én bombarobbantás történt a város egy bevásárlóközpontjában, melyben nyolc ember halt meg és további negyvenöt megsérült.
2018. szeptember 28-án 7,7-es erősségű földrengés pattant ki a sziget középső részén. A földrengés és az azt követő szökőár Palun is nagy pusztítást végzett. A városban különösen magas volt a halálos áldozatok száma, mert épp egy tengerparti fesztiválra készülődtek.